# Паулус Потер
Паулус Потер (хол. Paulus Pieterszoon Potter; Енкхаузен, 20. новембар 1625. (крштен) – Амстердам, 17. јануар 1654) био је холандски сликар. Специјализовао се за слике животиња у природи. Умро је у 28. години од туберкулозе и оставио за собом oкo 100 радова. 

## Биографија
Паулус Потер рођен је у Енкхаузену у Холандији. Крштен је 20. новембра 1625. Сели се с породицом у Лајден 1628. године, а потом у Амстердам 1631. Тамо га отац, Питер Симонсон Потер, учи да слика. Потер, између осталих, проучава дела Питера Ластмана и Николаса Мујарта. Са мајчине стране је у роду са богатим породицама Егмонт и Семејнс. Потеров ујак је такође уметник. Након смрти Потерове мајке, бивша жена Питера Кода усеља се код његове породице. Његов отац се неко време бавио и прављењем  позлаћених кожних драперија које су висиле на градским зидинама, а као сликар није претерано познат. Такође упада у финансијске проблеме.
У свесци Јакоба де Вета, записано је да је Потер 12. маја 1642. године платио 8 фламански фунти да прати часове сликања код Де Вета у Харлему. Потер 6. августа 1646. постаје регистровани сликар удружења Светог Луке у Делфту, и тада се његово образовање за сликара завршава.
Сели се у Хаг 1649. где изнајмљује кућу Јана ван Хојена и пријављује се у локално удружење уметника. Ту живи неколико година поред Хојена. У Хагу упознаје Адријану, ћерку столара и грађевинара који су живели поред њега, а 3. јула 1650. године се жени за њу. Таст га упознаје са холандском елитом, а томе доприноси и Потерово порекло са мајчине стране. Између осталих, Јохан Мауриц ван Насау-Сихен често га посећује како би посматрао његова дела. У овом периоду Амалија ван Солмс, припадница породици стадхаудера и љубитељ уметности, купује Потерову непримерну слику краве како би је ставила изнад камина. Овоме се противе дворске даме и слика завршава код неког другог. Други чланови породице Орање такође купује Потерова дела.
У мају 1652. године враћа се у Амстердам када га позива Николас Тулп, који је већ поседовао нека његова дела. Тулп је био импресиониран његовом цивилизованим понашањем и љубазношћу, а позвао да наслика његовог сина Дирка Тулпа као јахача у природној величини. Међутим, Потер само мења лице слике коју пре тога није успео да прода.
У јануару 1653. године тестамент, а годину дана касније, 17. јануара 1654, умире у Амстердаму.

## Дела
Паулус Потер за собом оставља око 100 слика, већином у малом формату. Припада бароку. Поред слика, такође оставља и неколико графика. У почетку слика историјске теме, као и његов отац, али постаке познат као сликар крава у холандским пределима. Сликао је реалистично и придавао је велики значај детаљима, посебно изразима лица и понашања животиња. Понекад их слика из жабље перспективе како би дошло до контраста са небом. 
Потерова најпознатија слика је Бик настала 1647. године. Ова слика поседује огромне пропорције – висока је 2.35 метара, а широка 3.40 метара. Прво је висила у Галерији принца Вилијама V на Баутенхофу у Хагу. Наполеон 1795. односи колекцију Вилијама V у Париз, а Бика поставља у Лувр. Након Наполеоновог пада, колекција је враћена и од 1822. године постављена у Маурицхејсу у Хагу. Постаје веома популарна слика због своје реалистичноси и повезаности са француским уметничким правцем 19. века. Била је позната колико и Рембрантова Ноћна стража.
Најистакнутији детаљ насликаног бика је да има рогове двогодишњег, зубе четворогодишњег,  рамена одраслог и задњи део младог бика. Потер првобитно слика само бика, али затим додаје додату тканину са стране и изнад платна. Затим слика фигуре са леве стране бика, као и пашњаки и замак у позадини. Бик изгледа као да је насликан из три различите позиције. Специфично за ово дело је то што је тако обичан појам насликан на тако великом платну јер су се велике пропорције обично користиле само за историјске и митолошке теме. Овакво обожавање стоке појављује се само у Холандији. У позадини се може видети град Рејсвејк. Могуће је приметити многобројне детаље као сто су муве које лете око леђа бика, жаба на земљи и птица у ваздуху. Не зна се да ли је ова слика насликана по наруџбини и где би требало да буде окачена.
Још једна позната слика, Крава која пиша, окачена је у Ермитажу у Санкт Петербургу. Поред стоке, насликао је једнорога и медведе, као и лава, слона и камилу, које је вероватно видео у зоолошком врту породице Орање. Зна се и за неколико портрета паса које је насликао.

## Након смрти
После Потерове смрти, његова удовица се селу у Хаг са њиховом трогодишњом ћерком, која потом такође умире од туберкулозе.
Бартоломеус ван дер Хелст слика портрет Потера након његове смрти, вероватно на основу једног аутопортрета. Мисли се да је Ван дер Хелст са празним платном хтео да нагласи како овај уметник више неће сликати. Припада породици до почетка 19. века, када прелази у колекцију у Маурицхејсу.

## Музеји
Потерова дела налазе се у различитим музејима, као што су:
1. Рајксмузеум у Амстердаму

1. Маурихејс у Хагу
2. Ермитаж у Санкт Петербургу
3. Национална галерија у Лондону
4. Ј. Паул Гети музеј у Лос Анђелесу